# Chích chòe lửa đuôi hung
Chích chòe lửa đuôi hung (tên khoa học: Copsychus pyrropygus) là một loài chim trong họ Muscicapidae.
Chích chòe lửa đuôi hung được tìm thấy ở cực nam Thái Lan, Malaysia, Sumatra và Borneo, trong đó môi trường sống tự nhiên là vùng đất thấp nhiệt đới hoặc nhiệt đới rừng và cận nhiệt đới hoặc đầm lầy nhiệt đới. Chích chòe lửa đuôi hung bị đe dọa do mất môi trường sống.
Loài này trước đây được đặt trong chi đơn hình Trichixos nhưng đã được chuyển vào Copsychus dựa trên kết quả của một nghiên cứu phát sinh phân tử được công bố năm 2010.